# Metulje
Metulje este o localitate din comuna Bloke, Slovenia, cu o populație de 45 de locuitori.